# Air America (Network)
Air America, später Air America Radio (AAR), war ein bedeutendes Radionetzwerk für liberale und progressive Radio-Talkshows in den Vereinigten Staaten. Es war das erste liberale Radio-Vollprogramm für die gesamten USA. Über den Sydikation-Dienst wurden die Sendungen von liberalen Talk-Host wie Jon Elliott, Rachel Maddow, Montel Williams, Nicole Sandler, Jack Rice, Ron Reagan, Al Franken, Marc Maron, Sam Seder und anderen verbreitet. Über 100 Sender in den USA waren Affiliates von Air America.

## Geschichte
2004 hatte Rob Glaser von RealNetworks rund 60 Millionen US-Dollar eingeworben, um eine linke Alternative zu den rechts-konservativen Sendungen im US-Radio zu schaffen. Konservative Talkradio-Programme dominierten seit den 1990er-Jahren die amerikanisch Radioszene. Von Anfang an dabei war Al Franken, der den Vorstoss unterstützte und in seinem Buch Rush Limbaugh Is a Big Fat Idiot (1999) das rechte Talkradio kritisiert hatte. Mark Walsh wurde CEO von Air America. Er sagte zum Auftrag des Netzwerkes: Air America wolle gut gemachtes Entertainment präsentieren, mit dem sich die Hörer emotional identifizieren könnten.
2004, im Jahr des US-Präsidentschaftswahlkampf, ging Air America mit einem 24-Stunden-Programm auf Sendung. Die Sendungen wurden bei der kleinen Station WLIB New York City und den Sendern KBLA-AM Los Angeles, WNTD-AM Chicago, KPOJ-AM in Portland und KCAA-AM San Bernardino in Kalifornien produziert. Air America setzte auf die damals neue Technologie des Satellitenradios und sendete über Sirius XM. Zum Start war Air America auf sechs großen Märkten New York, Los Angeles, Chicago, Minneapolis, Portland und Südkalifornien, sowie per Internet und XM Radio empfangbar. Ende 2004 waren 40 lokale Stationen Affiliates des Netzwerkes und man erreichte damit bereits 40 Prozent der US-Hörer.
Flaggschiff wurde die Sendung The O’Franken Factor mit Al Franken. Damit startete Air America einen „Gegenangriff“ (Spiegel Online) auf Sendung wie The O'Reilly Factor des konservativen Moderators Bill O’Reilly auf. Die The O’Franken Factor wurde zur gleichen Sendezeit wie die konservative Rush Limbaugh Show ausgestrahlt.
2010 ging das Projekt in Konkurs.